# Philonotis tomentella
Philonotis tomentella là một loài rêu trong họ Bartramiaceae. Loài này được Molendo mô tả khoa học đầu tiên năm 1864.

## Hình ảnh

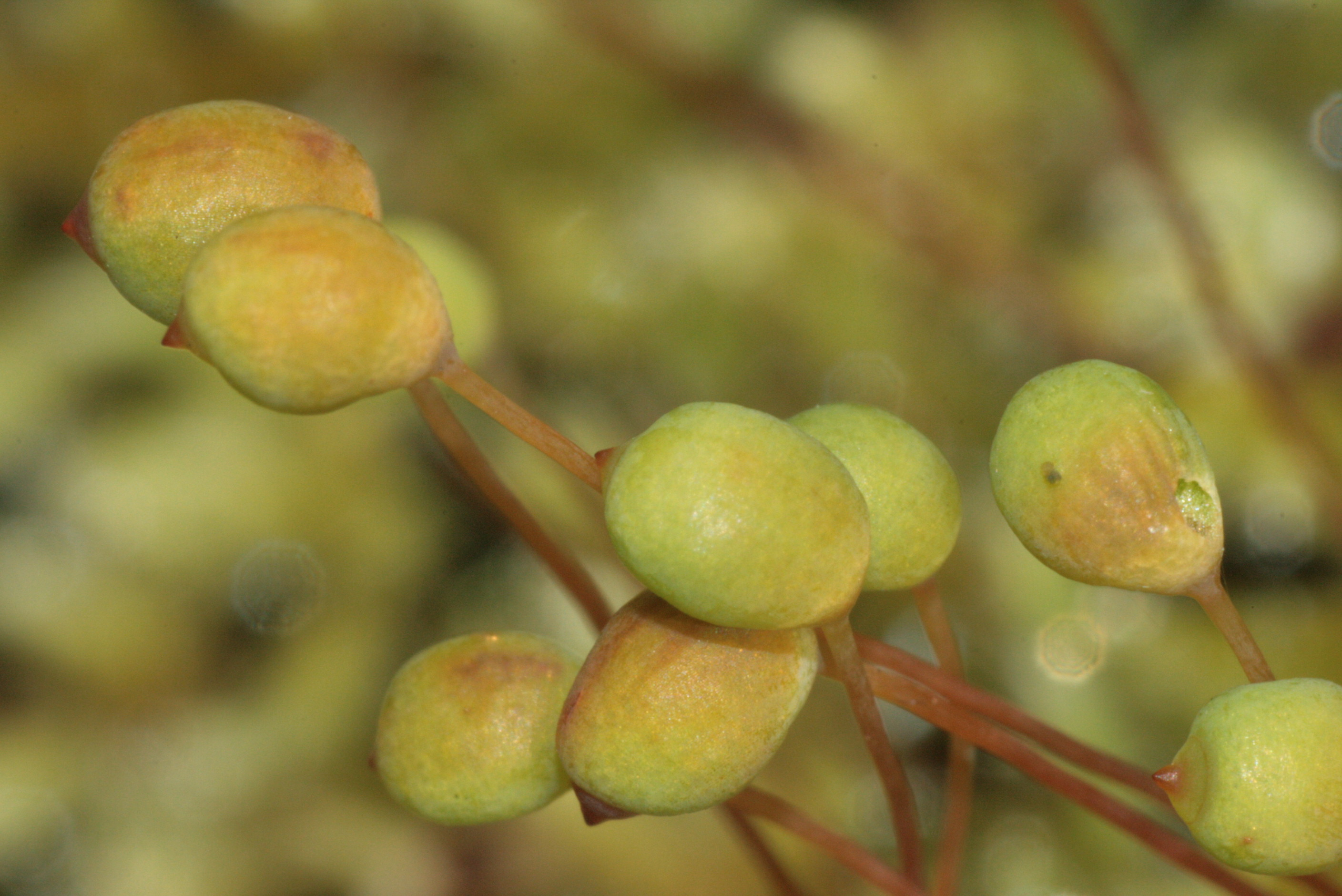
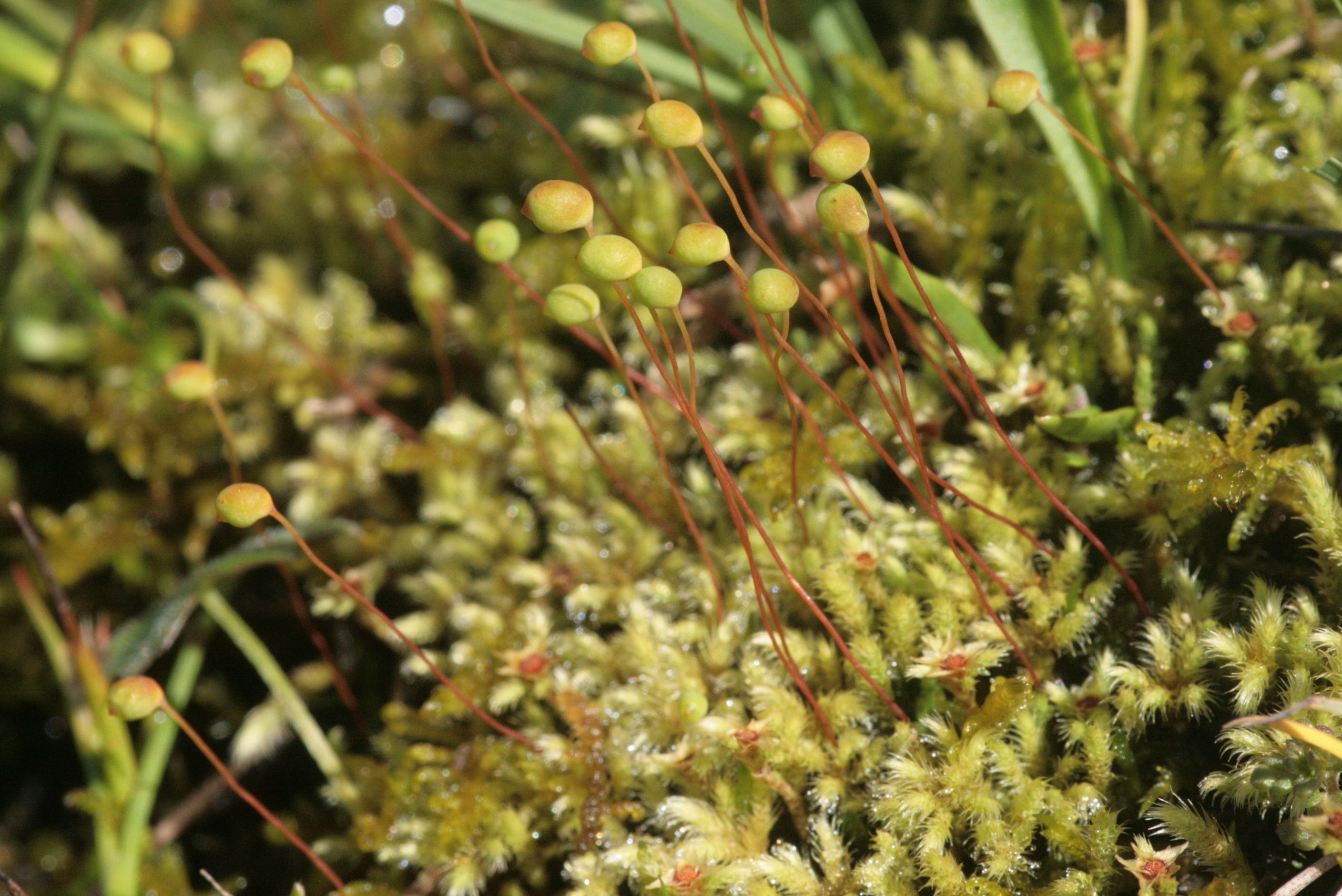
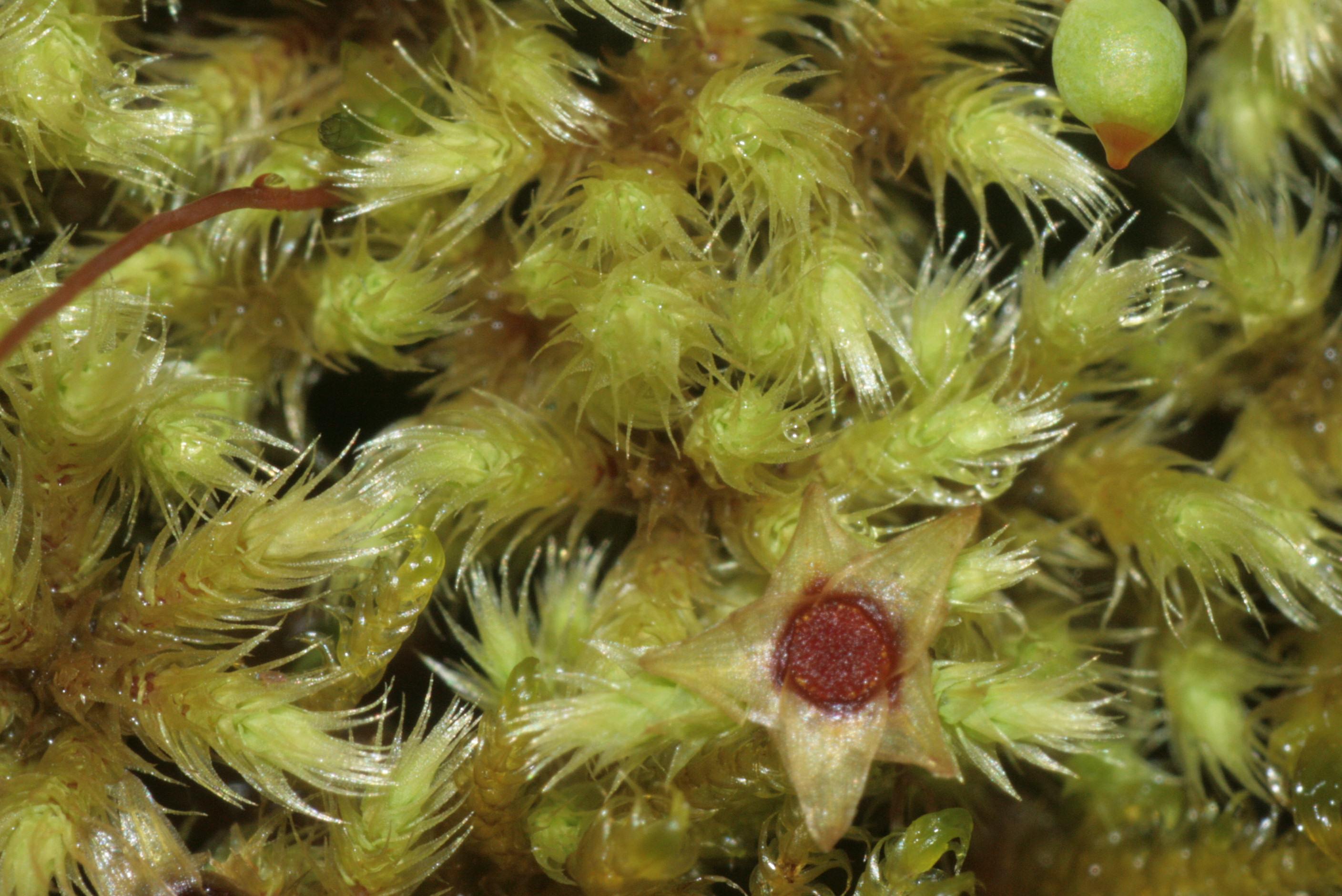
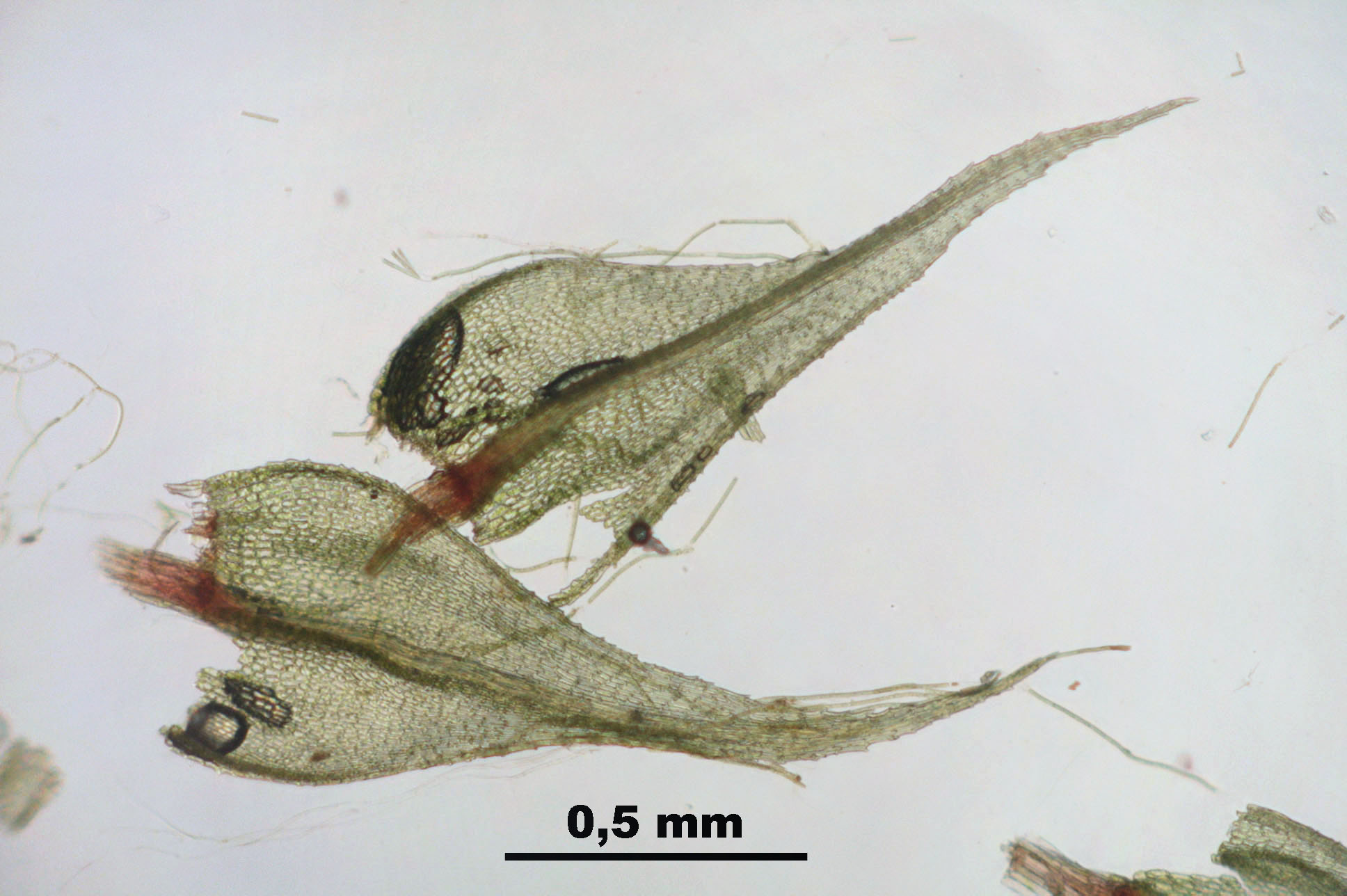